# Szojuz T–8
Szojuz T–8 szállító űrhajó vitte a Szaljut–7 űrállomásra az új látogató személyzetet.

## Küldetés
Az űrhajósokat speciálisan kiképezték, hogy a Szaljut–7 hibás napelemét javítsák meg. A dokkolás technikai okok miatt nem jött létre. Az űrhajó egyik – a találkozót vezérlő – külső antennája a védőburkolat leválása során megsérült, akadályozva az űrállomáshoz történő rögzítést. Az automatikusan végrehajtott sikertelen kapcsolatot kézi vezérléssel többször megismételték, ami szintén eredménytelen volt. 1979-ben a Szojuz–33 sikertelen dokkolása volt az utolsó esemény. Összesen 2 napot, 17 órát és 48 percet töltöttek a világűrben. Két napos keringés után – a dokkolási kísérletek során elfogyasztott üzemanyag miatt meg kellett várni az optimális leszálló kaput – az űrhajó sikeresen visszatért a Földre.

## Űrrepülés
1983. április 20-án indult vállalkozás 1983. április 22-én a kazahsztáni Arkalik városától 60 kilométerre landolt.

## Személyzet
- Vlagyimir Georgijevics Tyitov parancsnok
- Gennagyij Mihajlovics Sztrekalov fedélzeti mérnök
- Alekszandr Alekszandrovics Szerebrov kutatóűrhajós

### Tartalék személyzet
- Vlagyimir Afanaszjevics Ljahov parancsnok
- Gennagyij Mihajlovics Sztrekalov fedélzeti mérnök
- Viktor Petrovics Szavinih  kutatóűrhajós